# ناوشکن کلاس فاراگت (۱۹۳۴)
دیسترویر کلاس فاراگت (۱۹۳۴) (به انگلیسی: Farragut-class destroyer (1934)) یک کلاس از کشتی است که طول آن ۳۴۱ فوت ۳ اینچ (۱۰۴٫۰۱ متر) می‌باشد.